# 루이나스
루이나스(Ruinas, 사르데냐어: 아루이나스)는 이탈리아의 사르데냐 주, 오리스타노도에 있는 코무네이다. 칼리아리 북쪽으로 약 80 킬로미터 (50 mi), 오리스타노 동쪽으로 약 25 킬로미터 (16 mi) 떨어져 있다.
루이나스는 다음 코무네들과 경계를 이룬다: 알라이, 아수니, 모고렐라, 사무게오, 시아만나, 빌라 산탄토니오, 빌라우르바나.